# Pablo Alborno
Pablo Alborno (Asunción, 1875 — San Lorenzo, 1958) est un ethnographe et peintre paraguayen.
Il est considéré comme l'un des principaux portraitistes et paysagistes de l'histoire de la peinture paraguayenne.
Il est aussi cofondateur de l'Académie des Beaux-Arts d'Asunción en 1909.

## Biographie
Fils de Santiago Alborno, italien, et d'Asunción Alfaro, paraguayenne, Pablo Alborno naît à Asunción, au Paraguay, le 7 juin 1875,.
Il étudie le dessin et la peinture à l'École des Arts et Métiers de Montevideo, en Uruguay et reçoit dès l'âge de dix ans un diplôme d'honneur de peintre, à 1887. Il étudie aussi le violon avec des professeurs privés,,.
Il rentre au Paraguay la même année, et prend des cours de peinture auprès de l'artiste italien Guido Boggiani. Il produit ses premiers portraits et paysages à cette époque,.
Pablo Alborno part à Rome avec l'aide d'une bourse d'étude en 1903, où il étudie à l'Accademia di San Luca et organise ses premières expositions,.
Il se rend aussi à Florence et Venise, et reproduit des œuvres des grands maîtres de la Renaissance italienne, tels que Titien et Tintoret,.
L'artiste paraguayen rentre au pays en 1908 et organise l'exposition « Pensionados de Europa » (Boursiers d'Europe), avec ses compatriotes qui ont eu une bourse pour étudier en Europe,.
En 1909, il cofonde l'Académie des Beaux-Arts d'Asunción avec Juan A. Samudio (es), et en devient le directeur et enseignant,. Il cofonde également le Musée archéologique et ethnographie et la Société scientifique du Paraguay.
Alborno expose lors du centenaire de l'indépendance de l'Argentine en 1910, obtenant une médaille d'argent ou de bronze pour Partida de dados,. Il participe également l'année suivante au centenaire de l'indépendance du Paraguay, à l'occasion de laquelle il crée l'iconographie des Próceres de Mayo, qui contiennent les portraits des principaux dirigeants qui ont permis au Paraguay de prendre son indépendance de l'Espagne. Il peint aussi plusieurs portraits de figures paraguayennes de la guerre de la Triple-Alliance
Il fait aussi partie en 1933 des premiers artistes paraguayens à exposer à Buenos Aires, avec Samudio, Holdenjara, Julián de la Herrería et Modesto Delgado Rodas.
Il est aussi enseignant de dessin dans des institutions publiques et privées.
Il épouse María Elisa Weyer, avec qui il a cinq enfants. À la suite de complications liées à ses problèmes cardiaques, Alborno meurt le 11 janvier 1958 à l'âge de 84 ans dans sa maison de campagne de San Lorenzo. Sa dépouille gît au cimetière de Recoleta à Asunción.

## Œuvre

### Œuvre peint

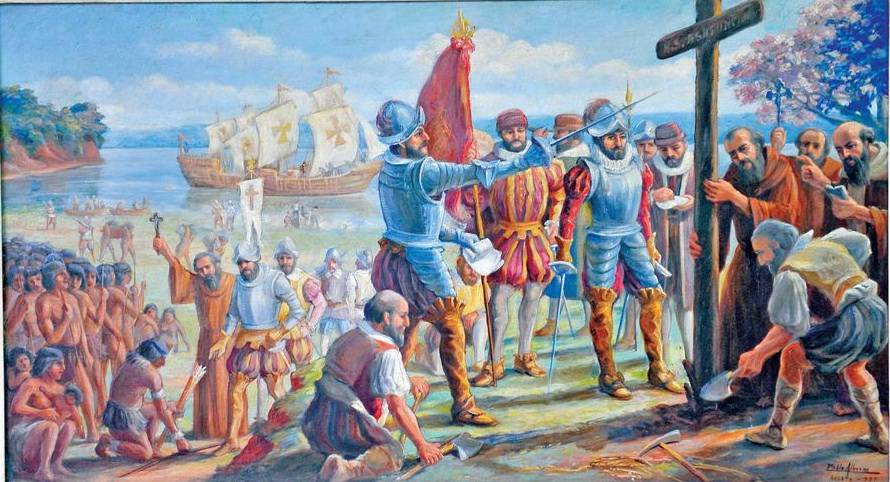
Tableau sans titre conservé à la mairie d'Asunción.

Pablo Alborno s'exprime dans plusieurs registres de la peinture de paysage : du style classique au style impressionniste, avec des couleurs vives.
En plus des portraits de personnalités paraguayennes, les principales œuvres d'Alborno sont sa série Lapachos en flor, La primavera, La mujer de la sombrilla roja, une série de Paisajes, Cabeza de viejo, Tejedora de Ñandutí, Las galoperas, le portrait de Fernando Centurión et La Virgen de Caacupé.

### Œuvre écrit
Chercheur en ethnographie, Pablo Alborno a écrit Origen de las etnias Tupí-guaraní y su idioma (Origine des ethnies tupí-guaraní et leur langue) où il étudie aussi leurs similitudes avec la langue égyptienne, dans une édition abondamment illustrée.
Il publie aussi Arte colonial hispano-guaraní et Arte jesuítico en las Misiones, sur l'art produit dans les Missions jésuites des Guaranis.